# Westsahara-Stachelmaus
Die Westsahara-Stachelmaus (Acomys airensis) ist ein im westlichen Afrika verbreitetes Nagetier in der Gattung der Stachelmäuse. Die Population wurde zeitweilig in die Graue Stachelmaus (Acomys cineraceus), in die Arabische Stachelmaus (Acomys dimidiatus) oder die Ägyptische Stachelmaus (Acomys cahirinus) eingeordnet. Aufgrund der Merkmale der Chromosomen ist sie seit Ende der 1990er Jahre als Art anerkannt. Im Aussehen ist die Art Acomys johannis sehr ähnlich.

## Merkmale
Diese mittelgroße Stachelmaus erreicht eine Kopf-Rumpf-Länge von 90 bis 115 mm, eine Schwanzlänge von 78 bis 105 mm und ein Gewicht von 25 bis 55 g. Es sind 16 bis 18 mm lange Hinterfüße und 13 bis 19 mm lange Ohren vorhanden. Wie bei anderen Gattungsvertretern sind in das Fell der Oberseite Stacheln eingemischt. Diese liegen mehr im vorderen Bereich des Körpers und bei älteren Exemplaren fast ausschließlich in dieser Region. Die Färbung oberseits ist orangegrau mit helleren Flanken und die Grenze zur weißen Unterseite ist deutlich. Typisch für den Kopf sind eine spitze Schnauze, kleine Augen und recht große Ohren. Vor den Augen kann je ein weißer Fleck sichtbar sein und je ein weißer Fleck liegt hinter den Ohren. Die Westsahara-Stachelmaus hat kleine Füße mit kleinen Zehen. Dabei ist der erste Zeh winzig. Von den paarig angeordneten Zitzen liegen zwei auf der Brust und vier im Leistenbereich. Die ähnliche Acomys johannis ist etwas dunkler und weiter südlich verbreitet. Der diploide Chromosomensatz besteht aus 40, 42 oder 44 Chromosomen.

## Verbreitung
Die Art ist vom zentralen Mauretanien über Mali bis Niger verbreitet und erreicht möglicherweise Grenzgebiete von Algerien, Westsahara und Tschad. Sie bewohnt das Flachland und Hochebenen bis 1000 Meter Höhe. Diese Stachelmaus hält sich in Steinwüsten sowie Strauchflächen auf und besucht Gärten sowie offene Siedlungen. Ein Exemplar wurde im sandigen Geländer an einer Verzweigung des Flusses Niger entdeckt.

## Lebensweise
Die Westsahara-Stachelmaus ist vermutlich nachtaktiv, auch wenn einzelne Tiere tags gesichtet wurden. Sie ruht am Tage in Felsspalten oder in selten genutzten Gebäuden. Bei Gefahr kann der äußere Teil der Schwanzhaut abgeworfen werden. Exemplare in Gefangenschaft fraßen Kleintiere und Pflanzenteile. Trächtige Weibchen mit 2 oder 3 Embryos sind aus den Monaten August und Oktober bekannt. An einem Inselberg in Mali war die Art die Hauptbeute der Schleiereule.

## Gefährdung
Die IUCN listet die Art aufgrund fehlender Bedrohungen und einer geschätzten großen Gesamtpopulation als nicht gefährdet (least concern).